# Avenida Paulista
Avenida Paulista – jedna z głównych alei São Paulo o długości 2,8 km. Znajduje się tam wiele siedzib instytucji finansowych i kulturalnych, np. Museu de Arte de São Paulo. Od lat 60.jest to jedno z głównych centrów biznesowych miasta. Aleja jest jednym z najwyżej położonych punktów w mieście, znajduje się tam więc dużo anten nadawczych stacji telewizyjnych i radiowych. Ulica, otwarta w grudniu 1891 roku, jest jedną z najdroższych pod względem wynajmu nieruchomości w Ameryce Łacińskiej.